# إريك هاوينسشيلد
إريك هاوينسشيلد (بالألمانية: Erich Retter)‏ (17 فبراير 1925 في ألمانيا - 27 ديسمبر 2014) هو لاعب كرة قدم ألماني في مركز الدفاع. شارك مع منتخب ألمانيا لكرة القدم. أما مع النوادي، فقد لعب مع نادي شتوتغارت و.

## وصلات خارجية
- إريك هاوينسشيلد على موقع قاعدة بيانات كرة القدم.إي يو (الإنجليزية)
- إريك هاوينسشيلد على موقع بيانات كرة القدم. دي إي (الألمانية)
- إريك هاوينسشيلد على موقع ناشيونال فوتبول تيمز (الإنجليزية)
- إريك هاوينسشيلد على موقع عالم كرة القدم.نت (الإنجليزية)